# Cantó de Les Trois-Îlets
El cantó de Les Trois-Îlets és una divisió administrativa francesa situat al departament de Martinica a la regió de Martinica.

## Composició
El cantó comprèn la comuna de Les Trois-Îlets.

## Administració
| Període                                  | Identitat          | Partit        | Qualitat |
| ---------------------------------------- | ------------------ | ------------- | -------- |
| 2004-2014                                | Arnaud René-Corail | Divers gauche |          |
| Les dades anteriors no són pas conegudes |                    |               |          |